# Солинка
Солинка (пол. Solinka) — село в Польщі, у гміні Тісна Ліського повіту Підкарпатського воєводства. Знаходиться на прадавній етнічній українській території. Населення — 17 осіб (2011).

## Географія
Розташоване в гірській пасмі Західних Бещад, недалеко від кордону зі Словаччиною і Україною.
Через село протікає річка Солинка, ліва притока Сяну.

## Історія
До 1772 року в воєводстві Руському, Землі Сяноцькій. З 1772 року належало циркулю Лісько, згодом Сяноцького в Королівстві Галіції і Ладомерії.
У 1975—1998 роках село належало до Кросненського воєводства.

## Церква
Перша церква з'явилася в селі у першій половині XVII століття. Парафія в селі існувала вже в 1663 році. В 1852 році на місці старої церкви побудували нову Зішестя Духа Святого. Згодом вже і замість неї збудували нову дерев'яну церкву у 1907 році, яка знищена у 1947 році. Залишився тільки фундамент.
Філіальна церква діяла в с. Зубряче, на відстані 4 км, а також в с. Розтоки Горішні.
Прихідський цвинтар знаходивсь коло церкви. Зараз на ньому збереглися 6 надгробків.

## Демографія
На 1787 рік згідно австрійських кадастрових відомостей в селі проживали наступні родини (за прізвищами): Байлюк (Baulyk), Гарлик (Harlyk).
Гасич (Gasych) (2 родини), Гриньків (Hrynkiv) (3 родини), Гусениця (Husenytsja), Дробко (Drobko), Дуб'як (Dubjak), Зеленко (Zelenko), Зятик (Zjatyk), Кавулич (Kavulych) (3 родини), Крися (Krysa), Ліник (Lynyk) (3 родини), Лучка (Luchka), Мацинський (Matsyns'kyj) (2 родини), Мелін (Melyn), Опалка (Opalka), Палада (Palada), Панищак (Panyshchak), Пастух (Pastukh), Семеткевич (Semetkevych), Тимків (Tymkiv), Федорак (Fedorak), Федорів (Fedoriv), Циганик (Tsyganyk) (2 родини), Чекерило (Chekerylo), Шал'як (Shaljak) (2 родини), Юркович (Jurkovych).
На 1785 рік село мало 30,98 км² земельних угідь. В ньому мешкало 102 греко-католики і 15 юдеїв. 1840 р. в селі мешкало — 510 греко-католиків, 1859 р. — 480 греко-католиків, 1879 р. — 496 греко-католиків, 1899 р. — 553 греко-католики, 1926 р. — 504 греко-католики та 1936 р. — 439 греко-католиків.
Демографічна структура станом на 31 березня 2011 року:
|          | Загалом | Допрацездатний вік | Працездатний вік | Постпрацездатний вік |
| -------- | ------- | ------------------ | ---------------- | -------------------- |
| Чоловіки | 11      | 4                  | 6                | 1                    |
| Жінки    | 6       | 1                  | 5                | 0                    |
| Разом    | 17      | 5                  | 11               | 1                    |